# Jampiroso
Jampiroso is een bestuurslaag in het regentschap Temanggung van de provincie Midden-Java, Indonesië. Jampiroso telt 3446 inwoners (volkstelling 2010).